# Бибиков, Яков Львович
Яков Львович Би́биков (1902—1976) — советский военачальник, инженер, генерал-лейтенант инженерно-технической службы(1944).

## Биография
Родился 18 июня 1902 года в городе Екатеринославе в еврейской семье. Его отец — кишинёвский мещанин Лейб Пейсахович Бибиков (31 марта 1854 — ?). Окончил четырёхклассное начальное училище.
В Красной Армии с 1918 года. Участник Гражданской войны (1918—1920 годы).
В 1926 году окончил военно-техническую школу летчиков, а в 1932 году — инженерный факультет Военно-воздушной академии. Служил помощником командующего Воздушной армией, инженером авиационной бригады, начальником управления снабжения Военно-Воздушных Сил Красной Армии.
После начала Великой Отечественной войны занимал должности: начальник Моторного управления, начальник самолётно-моторного управления, заместителя начальника Главного управления заказов и технического снабжения ВВС РККА, начальник оперативного отдела Главного штаба Военно-воздушных сил СССР.
В годы войны, хорошо зная производственные возможности авиационной промышленности СССР, требовал увеличить выпуск авиационной продукции. По требованию Бибикова были проведены работы по перевооружению самолётов и их бронированию, в результате чего повышены боевые качества самолётов и получили высокую оценку самолёты «Кр-2», «Пе-2», «Су-2», «Пе-8» и т. д. Под руководством Бибикова были проделаны работы по стандартизации воздушных винтов, а также по замене металлических лопастей деревянными.
С 1944 года — начальник Государственного научно-исследовательского института ВВС ВС СССР (НИИ-1, занимавшегося изучением конструкции и технологии производства немецких ракет V-1 и V-2).
В 1946 году — начальник Государственного Краснознамённого научно-испытательного института ВВС.
С июля 1948 года — в распоряжении Главнокомандующего ВВС.
С марта 1949 года по апрель 1961 года — начальник Кафедры авиационной техники Военно-воздушной Академии.
С 8 апреля 1961 года — в отставке.
Скончался 27 декабря 1976 года в Москве. Похоронен на Кунцевском кладбище.

## Воинские звания
- бригинженер — 30 апреля 1941 года;
- генерал-майор инженерно-авиационной службы — 3 июня 1942 года;
- генерал-лейтенант инженерно-технической службы — 4 февраля 1944 года.

## Награды
- два ордена Ленина (23.11.1942, 21.02.1945[1]);
- три ордена Красного Знамени (19.08.1944, 03.11.1944[1], 1949[1]);
- орден Отечественной войны 1-й степени (01.03.1944);
- орден Красной Звезды;
- медали СССР.